# Samos (parroquia)
Samos (llamada oficialmente Santa Xertrude de Samos) es una parroquia y una villa española del municipio de Samos, en la provincia de Lugo, Galicia.

## Organización territorial
La parroquia está formada por ocho entidades de población, constando cinco de ellas en el nomenclátor del Instituto Nacional de Estadística español:

### Entidades de población
Entidades de población que forman parte de la parroquia:
- A Torre
- Ferrería (A Ferrería)
- Foxos
- O Fontao
- Outeiro
- Samos

### Despoblados
Despoblados que forman parte de la parroquia:
- Coíñas
- Viladetrés

## Demografía

### Parroquia
| Gráfica de evolución demográfica de Samos (parroquia) entre 2000 y 2021 |
|                                                                         |
| Datos según el nomenclátor publicado por el INE.                        |

### Villa
| Gráfica de evolución demográfica de Samos (villa) entre 2000 y 2021 |
|                                                                     |
| Datos según el nomenclátor publicado por el INE.                    |